# جون إي. جونز
جون إي. جونز (بالإنجليزية: John E. Jones)‏ هو عسكري أمريكي، (ولد في نيويورك في الولايات المتحدة 1834  م).